# Centralny Bank Islandii
Centralny Bank Islandii (isl. Seðlabanki Íslands) – bank centralny Republiki Islandzkiej, założony w 1961 z departamentu bankowości centralnej banku Landsbanki Íslands, który ówcześnie, jako jedyny, zajmował się emisją pieniądza. Siedziba banku znajduje się w Reykjavíku.
Jego głównym zadaniem jest dbanie o stabilność cen oraz bezpieczeństwo finansowe. Bank wspiera prowadzenie bezpiecznej i solidnej działalności finansowej, a jego działania wchodzą w zakres odpowiedzialności premiera, przy czym kwestie związane ze stabilnością finansową i rynkami finansowymi nadzoruje Ministerstwo Finansów i Spraw Gospodarczych. Ponadto bank utrzymuje rezerwy międzynarodowe, wspiera sprawny i bezpieczny system finansowy oraz pośrednictwo w płatnościach krajowych i międzynarodowych. Zgodnie z ustawą o banku centralnym, bank promuje również realizację polityki gospodarczej rządu, o ile nie jest ona sprzeczna z jego własnymi celami.
Bank centralny ma wyłączne prawo do drukowania lub bicia i emisji banknotów oraz monet waluty islandzkiej.
Od 20 sierpnia 2019 prezesem Banku Centralnego Islandii jest Ásgeir Jónsson.

## Historia
Pierwsze próby ustanowienia instytucji pełniącej funkcje banku centralnego miały miejsce w latach 20. XX wieku. W 1927 roku Landsbanki, wcześniej pełniący funkcje banku centralnego, otrzymał wyłączne prawo emisji banknotów. Jednakże jego rola w zakresie polityki monetarnej była ograniczona.
29 marca 1961 roku uchwalono ustawę nr 10, która powołała Seðlabanki Íslands jako odrębną instytucję odpowiedzialną za politykę monetarną kraju. Bank ten przejął funkcje emisji banknotów oraz zarządzania rezerwami walutowymi, wcześniej sprawowane przez Landsbanki Íslands. Bank rozpoczął działania 7 kwietnia samego roku.

## Budynek

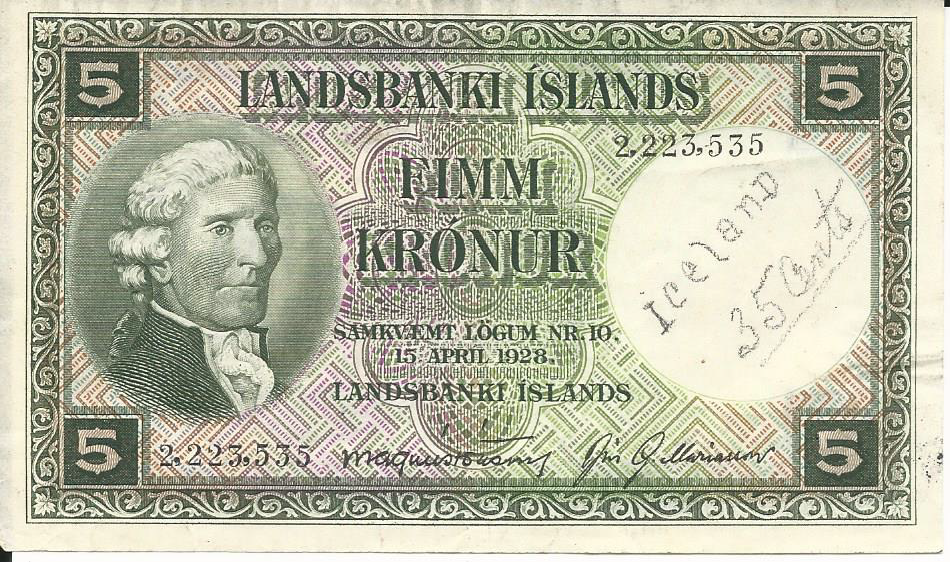
Banknot Landsbanki

Przez prawie trzydzieści lat Seðlabanki i Landsbanki Íslands korzystały ze wspólnych obiektów.
Budynek Centralnego Banku Islandii jest na wzgórzu Arnarhóll centrum Reykjavíku. Budynek został zaprojektowany przez architektów Guðmundura Kr. Guðmundssona i Ólafura Sigurðssona, ma ponad 13 000 m² powierzchni i składa się z głównego pięciokondygnacyjnego budynku, przyległego budynku oraz podziemnej piwnicy.
Przygotowania do budowy nowej siedziby banku ruszyły w 1981 roku, a już w 1982 roku plany architektoniczne nowej siedziby banku zostały zaakceptowane. Dwa lata później, zaczęto budowę.
6 maja 1986 roku położyła ówczesna prezydent Islandii, Vigdís Finnbogadóttir, kamień węgielny na obiekt. Bank przeniósł się do nowej siedziby w 1987 roku.
Elewacja budynku wykonana jest częściowo z aluminium, a filary i przyległy budynek – z gabra z Hoffell. Budowa nowej siedziby Banku rozpoczęła się po wcześniejszym dzieleniu obiektów z Landsbanki Íslands i zakupie działki przy Einholt 4, gdzie znajduje się obecnie archiwum, biblioteka i garaże banku.
Budynek mieścił również inne instytucje, m.in. Islandzkie Centrum Danych Banków oraz Narodowy Instytut Ekonomiczny Islandii.